# تپه ارمنی جان
تپه ارمنی جان مربوط به دوران پیش از تاریخ ایران باستان - است و در شهرستان صحنه، بخش دینور، روستای ارمنی جان واقع شده و این اثر در تاریخ ۱۸ خرداد ۱۳۸۴ با شمارهٔ ثبت ۱۱۸۴۵ به‌عنوان یکی از آثار ملی ایران به ثبت رسیده است.